# Verpete
Verpete – wieś w Słowenii, w gminie Vojnik. W 2018 roku liczyła 126 mieszkańców.